# Équipe du Portugal masculine de kayak-polo
L'équipe du Portugal de kayak-polo est l'équipe masculine qui représente le Portugal dans les compétitions majeures de kayak-polo.
Elle est constituée par une sélection des meilleurs joueurs portugais.
À ce jour[Quand ?], elle n'a remporté aucun titre majeur ni s'est vraiment illustrée dans les grands rendez-vous mondiaux comme les championnats d'Europe ou les championnats du monde.

## Palmarès
Parcours aux championnats d'Europe
- 1995 : 6e
- 1997 : 7e
- 1999 : 11e
- 2001 : NQ
- 2003 : 8e
- 2005 : 7e
- 2007 : 11e
- 2009 : 9e
- 2011 : 12e

Parcours aux championnats du Monde
- 1994 : 17e
- 1996 : 10e
- 1998 : 14e
- 2000 : NQ
- 2002 : NQ
- 2004 : 8e
- 2006 : 8e
- 2008 : 12e
- 2010 : 17e

NQ : Non qualifiée